# Atalacmea multilinea
Atalacmea multilinea is een slakkensoort uit de familie van de Lottiidae. De wetenschappelijke naam van de soort is voor het eerst geldig gepubliceerd in 1934 door Powell.